# Tiberius Haterius Saturninus
Tiberius Haterius Saturninus war ein im 2. Jahrhundert n. Chr. lebender römischer Politiker.
Durch Militärdiplome, die z. T. auf den 23. August 162 datiert sind, ist belegt, dass Saturninus 162 Statthalter (Legatus Augusti pro praetore) der Provinz Pannonia inferior war; in dieser Funktion ist er auch durch Inschriften nachgewiesen. Weitere Diplome, die z. T. auf den 21. Juli 164 datiert sind, belegen, dass er 164 zusammen mit Quintus Caecilius Avitus Suffektkonsul war.